# Gonomyia leucomelania
Gonomyia leucomelania är en tvåvingeart som beskrevs av Alexander 1931. Gonomyia leucomelania ingår i släktet Gonomyia och familjen småharkrankar. Inga underarter finns listade i Catalogue of Life.